# Miriam Hadar Weingarten

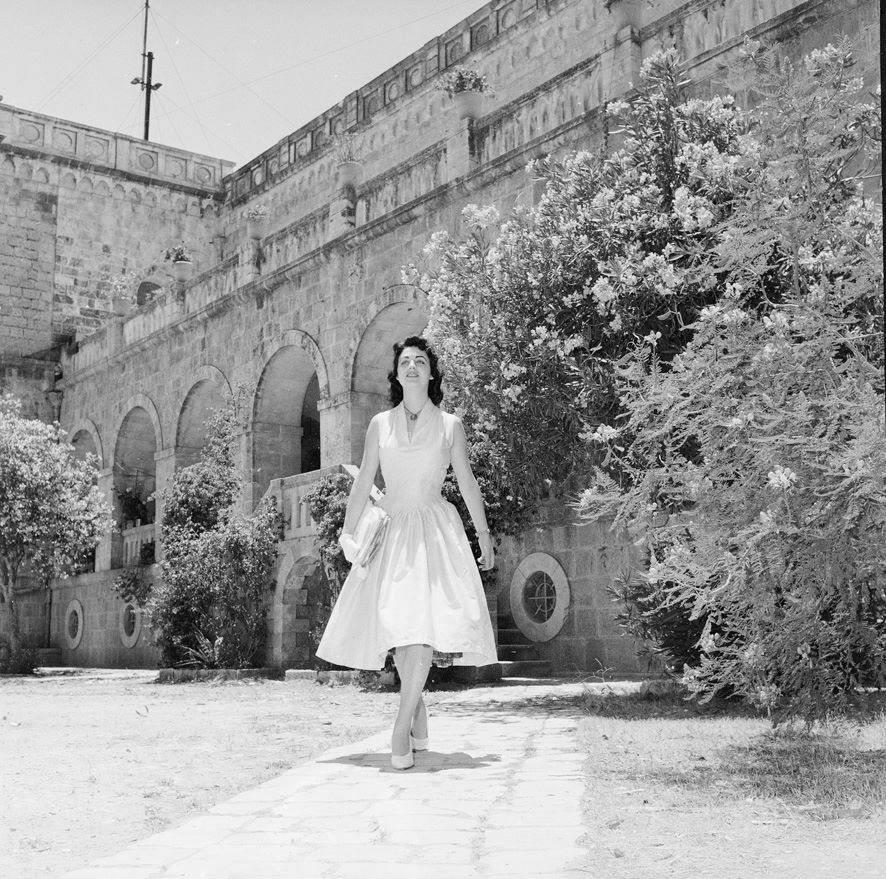
Miriam Hadar Weingarten in Jerusalem 1958

Miriam Hadar Weingarten (hebräisch מרים הדר-וינגרטן; * 1937 in Jerusalem) ist eine israelische Journalistin.

## Leben
Hadar diente in der israelischen Luftwaffe.
Sie studierte Rechtswissenschaften an der Hebräischen Universität Jerusalem.
Im Jahr 1958 wurde sie zur Miss Israel gewählt. Als solche nahm sie an der Wahl zur Miss Universe teil und erreichte das Halbfinale. Nach dem Wettbewerb bekam sie ein Filmangebot von Metro-Goldwyn-Mayer, lehnte dieses jedoch ab.
Sie nahm an Vorlesungen über Israel in den gesamten USA teil und sammelt Geld für Israel und jüdische Organisationen.
Als Journalistin arbeitete sie bei Maariw und Haaretz. Sie berichtete unter anderem über den Jom-Kippur-Krieg und interviewte viele Ministerpräsidenten und wichtige Persönlichkeiten.
Sie heiratete einen Geschäftsmann aus Texas und zog mit ihm nach Houston. Sie hatten zwei Kinder. Nach der Scheidung von ihm kehrte sie zurück nach Israel und studierte Film an der Universität Tel Aviv.
Sie führte Regie bei einem Dokumentarfilm über Israel bei den Internationalen Filmfestspielen Berlin.
Sie heiratete erneut, den Politiker Akiva Nof und brachte eine Tochter zur Welt.